# St. Ägidius (Windheim)

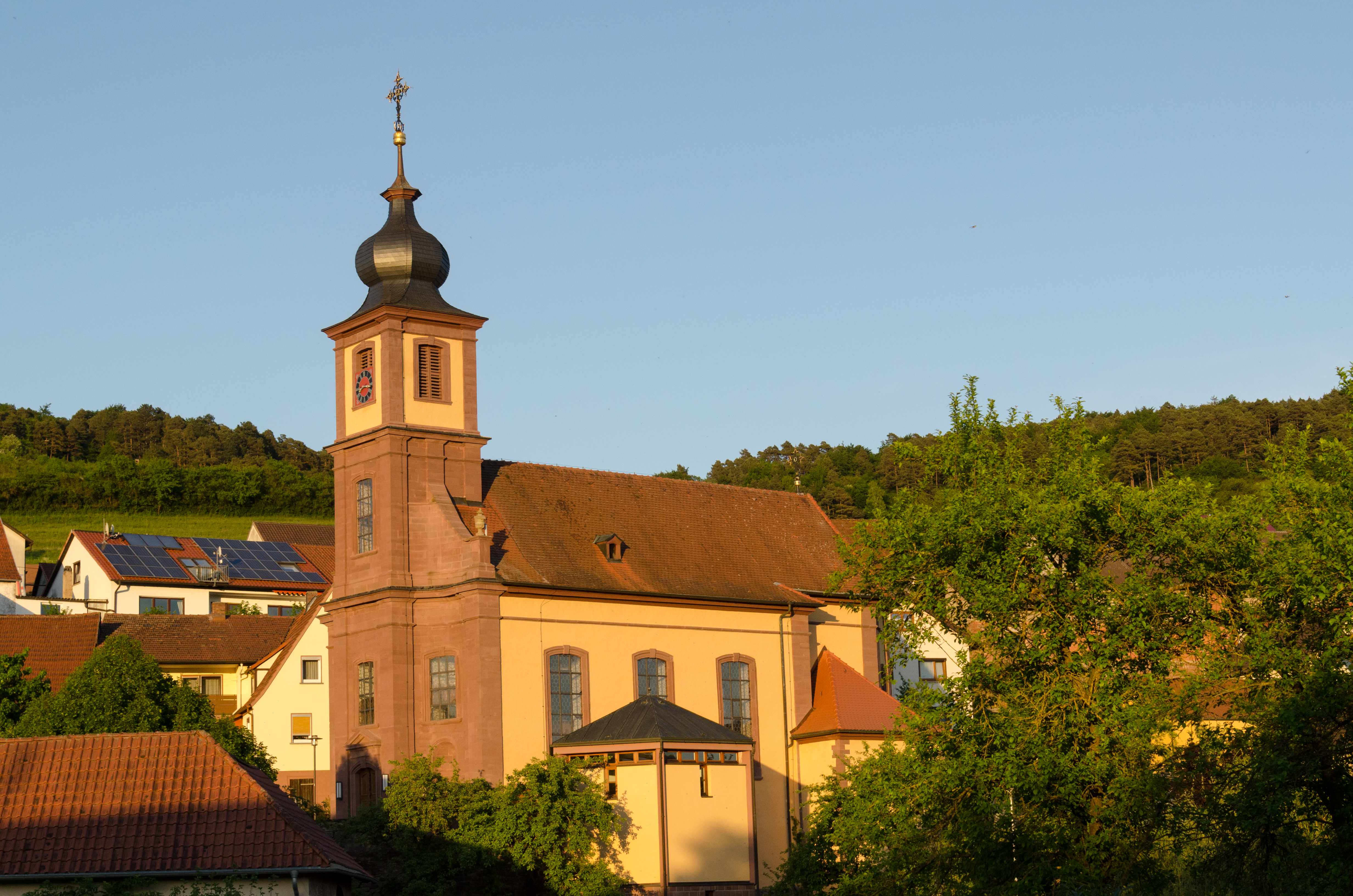
Die St. Ägidius-Kirche von Windheim.

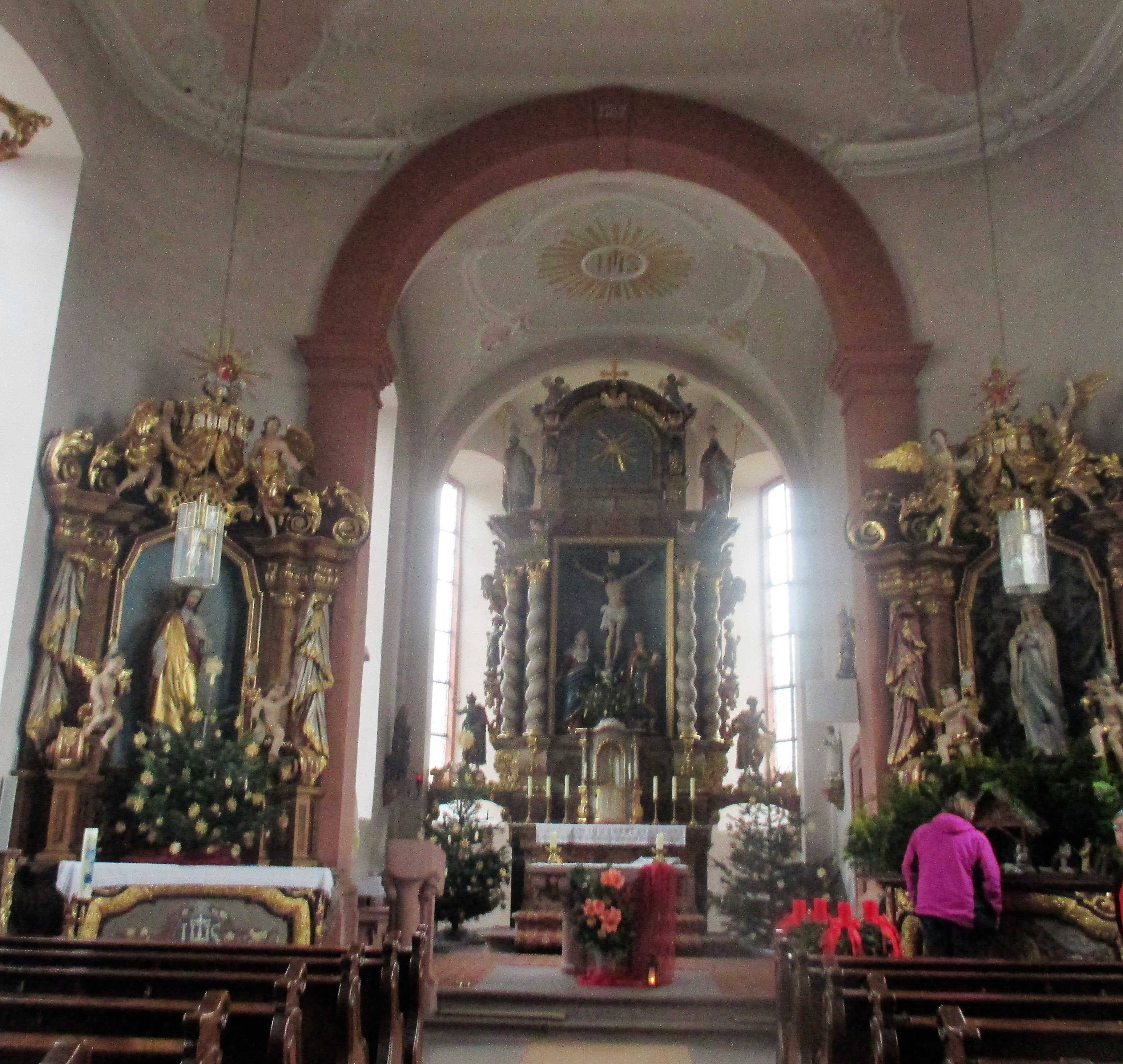
Innenraum der Kirche

Die römisch-katholische Pfarrkirche St. Ägidius befindet sich in Windheim, einem Ortsteil der Gemeinde Wartmannsroth im unterfränkischen Landkreis Bad Kissingen. Die Kirche ist dem hl. Ägidius geweiht.
Die Kirche gehört zu den Baudenkmälern von Wartmannsroth und ist unter der Nummer D-6-72-161-19 in der Bayerischen Denkmalliste registriert.

## Geschichte
Windheim gehörte anfangs als Filiale zur Pfarrei Wolfsmünster. Die erste Windheimer Kirche wurde von Philipp von Thüngen im Jahr 1546 der Ausprägung des Ortes entsprechend für die protestantischen Gläubigen errichtet. Als einzige protestantische Kirche der Region wurde sie von Protestanten aus der Region bis hin zur Rhön aufgesucht. Zeitgleich mit dem ersten Kirchenbau wurde Windheim zur eigenen Pfarrei.
Im Zuge der Gegenreformation kehrte Windheim am 28. August 1628 wieder in die katholische Pfarrei Diebach und im Jahr 1687 zur ersten Pfarrei Wolfmünster zurück. Die protestantische Kirche wurde durch einen in den Jahren 1765/66 vom Würzburger Juliusspital errichteten Neubau des Baumeisters Johann Christoph Kleinholz ersetzt.
Im Jahr 1811 wurde Windheim zur Kuratie und 1848 erneut zur – diesmal katholischen – Pfarrei erhoben.

## Beschreibung
Der viergeschossige Kirchturm mit Zwiebelhaube springt aus der geschwungenen Nordfassade des Langhauses hervor. Das Langhaus besitzt drei Fensterachsen und eine Stuckdecke. Der südliche Chor beginnt mit einem Kreuzgewölbejoch und ist dreiseitig geschlossen.

## Ausstattung
Die Inneneinrichtung wurde um 1770 von Peter Wagner gestaltet. Während der von Peter Wagner errichtete Hochaltar im Jahr 1867 einem Brand zum Opfer fiel, ist die von ihm geschnitzte Kanzel noch erhalten. Der jetzige Hochaltar kam 1879 aus Hammelburg nach Windheim und enthält wie der abgebrannte Altar eine Kreuzigungsgruppe. Er entstand um das Jahr 1680 im Barockstil.
Die Seitenaltäre erhielten 1909 eine Herz-Jesu-Figur (links) und 1911 eine Marienfigur (rechts).
Die Orgel wurde im Jahr 1770 als gebrauchtes Instrument mittig vor der Doppelempore in einem Gehäuse von 1780 angebracht.
Die Kirche hat drei Glocken, von denen eine 1928 gegossen wurde und zwei im Jahr 1960 hinzu kamen.